# Elecciones presidenciales de Macedonia de 1994
Las primeras elecciones presidenciales de la República de Macedonia se llevaron a cabo el 16 de octubre de 1994, junto con las elecciones parlamentarias, siendo las segundas elecciones democráticas en la historia del país. El resultado fue una victoria para Kiro Gligorov, representando a la coalición "Alianza por Macedonia", que obtuvo el 78.4% de los votos, evitando así tener que pasar a balotaje, lo cual de todas formas no hubiera ocurrido al ser Ljubiša Georgievski el único candidato opositor. La Alianza obtuvo también una mayoría calificada en la Asamblea de la República. La participación electoral fue del 77.4%.